# Барышев, Степан Никитич
Степан Никитич Барышев — советский общественный и политический деятель, депутат Верховного Совета РСФСР.

## Биография
Родился в деревне Саблуково (ныне Спасский район Нижегородской области) в крестьянской семье. Самоучка. Работал в оранжерее местного помещика Оболенского, что вдохновило его на самостоятельные селекционные опыты. Всю жизнь Степан Николаевич занимался выращиванием фруктовых и плодовых деревьев, а также пытался вывести новые их сорта, однако безуспешно. Когда ему было уже 70 лет, он вступил в Саблуковскую сельскохозяйственную артель «Заря коммунизма». Был неоднократно премирован за выращенные в артели арбузы и дыни. В 1936 году вывел морозоустойчивый сорт льна, за который был награждён высшей госнаградой страны - орденом Ленина.
Избирался депутатом Верховного Совета РСФСР I созыва от Спасского избирательного округа Горьковской области (1938-1947). 1 июля 1938 году 74-летний Степан Николаевич, как старейший депутат, был удостоен чести на первой сессии высшего законодательного органа республики открывать первое заседание:
Я, колхозный садовник, выращиваю разные растения. Товарищ Сталин тоже садовник — замечает каждого из нас и любовно выращивает великих людей, отважных летчиков и героев. И я, старый русский крестьянин, который полвека прожил беспочетно, теперь дожил до того, что открываю первую сессию верховного органа власти великой Российской республики. Спасибо за это партии и советской власти!

В войну продолжал сельскохозяйственную работу. Стал инициатором кампании помощи фронту.
Умер 24 ноября 1947 года.